# Arquidiocese de Lille
A Arquidiocese de Lille ou de Lila (Archidiœcesis Insulensis) é uma arquidiocese da Igreja Católica situada em Lille, na França. É fruto da elevação da Diocese de Lille em 2008, eregida em 25 de outubro de 1913. Seu atual arcebispo é Laurent Jean Marie Le Boulc'h. Sua sé é a Basílica de Nossa Senhora de la Treille.
Possui 106 paróquias assistidas por 251 párocos e cerca de 69% da sua população jurisdicionada é batizada.

## História
A diocese foi eregida em 25 de outubro de 1913 pela bula Consistoriali decreto do Papa Pio X, obtendo área da Arquidiocese de Cambrai. Este território foi, no passado, apoiado por quatro bispos diferentes, os de Tournai, Arras, Saint-Omer e Ypres. Era originalmente um sufragânea da Arquidiocese de Cambrai.
Em 30 de março de 2008 foi elevada à categoria de arquidiocese Metropolitana pela constituição apostólica Insulensem do Papa Bento XVI, tendo sido atribuídas como sufragâneas a Arquidiocese de Cambrai, até então Metropolitana e Arras.

## Prelados
|                 | Nome                                | Período    | Notas                                 |
| Arcebispos      | Arcebispos                          | Arcebispos | Arcebispos                            |
| --------------- | ----------------------------------- | ---------- | ------------------------------------- |
| 2º              | Laurent Jean Marie Le Boulc'h       | 2023-      | Atual                                 |
| 1º              | Laurent Bernard Marie Ulrich        | 2008-2022  | Nomeado Arcebispo de Paris            |
| Bispos          |                                     |            |                                       |
| 7º              | Laurent Bernard Marie Ulrich        | 2008       |                                       |
| 6º              | Gérard Denis Auguste Defois         | 1998-2008  |                                       |
| 5º              | Jean-Félix-Albert-Marie Vilnet      | 1983-1998  |                                       |
| 4º              | Adrien-Edmond-Maurice Gand †        | 1968-1983  |                                       |
| 3º              | Achille Liénart †                   | 1928-1968  |                                       |
| 2º              | Hector-Raphaël Quilliet †           | 1920-1928  |                                       |
| 1º              | Alexis-Armand Charost †             | 1913-1920  | Nomeado Arcebispo-coadjutor de Rennes |
| Bispo-coadjutor |                                     |            |                                       |
|                 | Adrien-Edmond-Maurice Gand          | 1964-1968  |                                       |
| Bispos-auxiliar |                                     |            |                                       |
|                 | Antoine Henry Pierre Marie Herouard | 2017-2022  | Nomeado Arcebispo de Dijon            |
|                 | Gérard Émile Jean-Louis Coliche     | 2009-2017  |                                       |
|                 | Pascal Michel Ghislain Delannoy     | 2004-2009  | Nomeado Bispo de Ajaccio              |
|                 | Jean-Luc Brunin                     | 2000-2004  | Nomeado Bispo de Saint-Denis          |
|                 | Jean-Georges Deledicque             | 1987-1997  |                                       |
|                 | Henri-Charles Dupont                | 1951-1972  |                                       |
|                 | Palmyre-Georges Jansoone            | 1927-1940  |                                       |